# Дрогобицька духовна семінарія блаженних священномучеників Северина, Віталія та Якима
Дрого́бицька духо́вна семіна́рія блаже́нних священному́чеників Севери́на, Віта́лія та Яки́ма — духовна семінарія у місті Дрогобичі, Львівська область, Україна; заклад вищої освіти УГКЦ.

## Передісторія

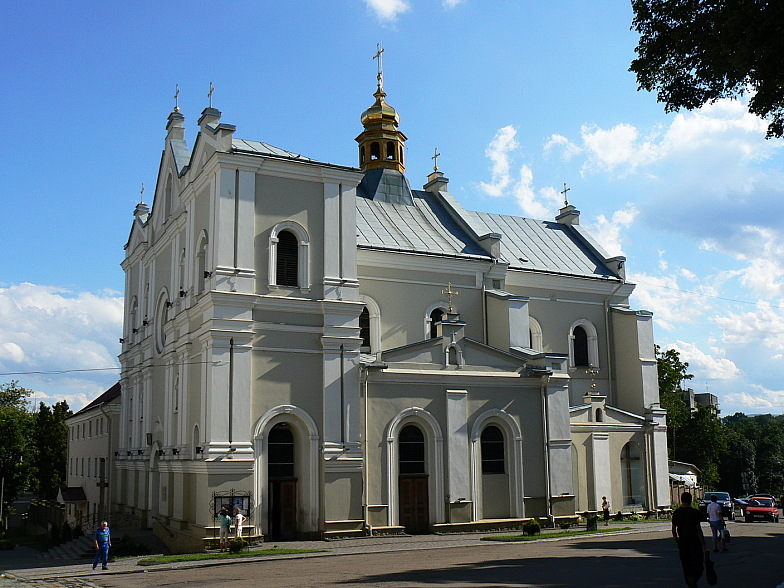
Катедральний собор Пресвятої Трійці

Колишній готель «Червоне Прикарпаття», тепер приміщення податкової служби.

Дрогобицький єпархіально-катехитичний інститут Пресвятої Трійці.

Єпархіальне управління Самбірсько-Дрогобицької єпархії УГКЦ. Колишній корпус святого Йосафата.

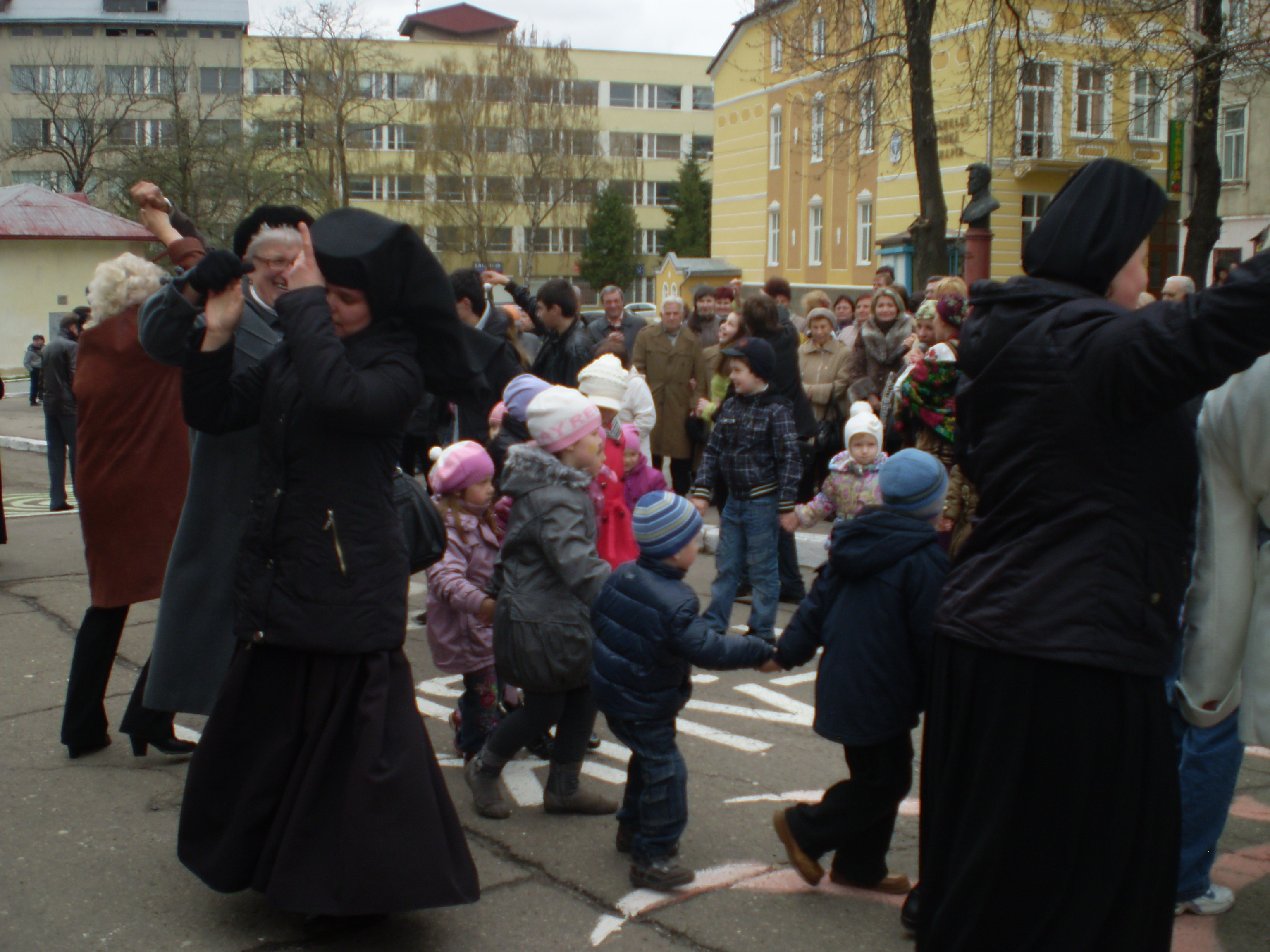
Святкова гаївка на вулиці перед собором Пресвятої Трійці. На задньому плані — корпус святого Андрея. Квітень 2012 року.

Церква Успіння Пресвятої Богородиці (Дрогобич).

Церква Успіння Пресвятої Богородиці. Сповідь учнів 3-х класів Дрогобицької загальноосвітньої школи І-ІІІ ступенів № 14. Травень 2012 року. В центрі — проректор ДДС отець Григорій (Комар)

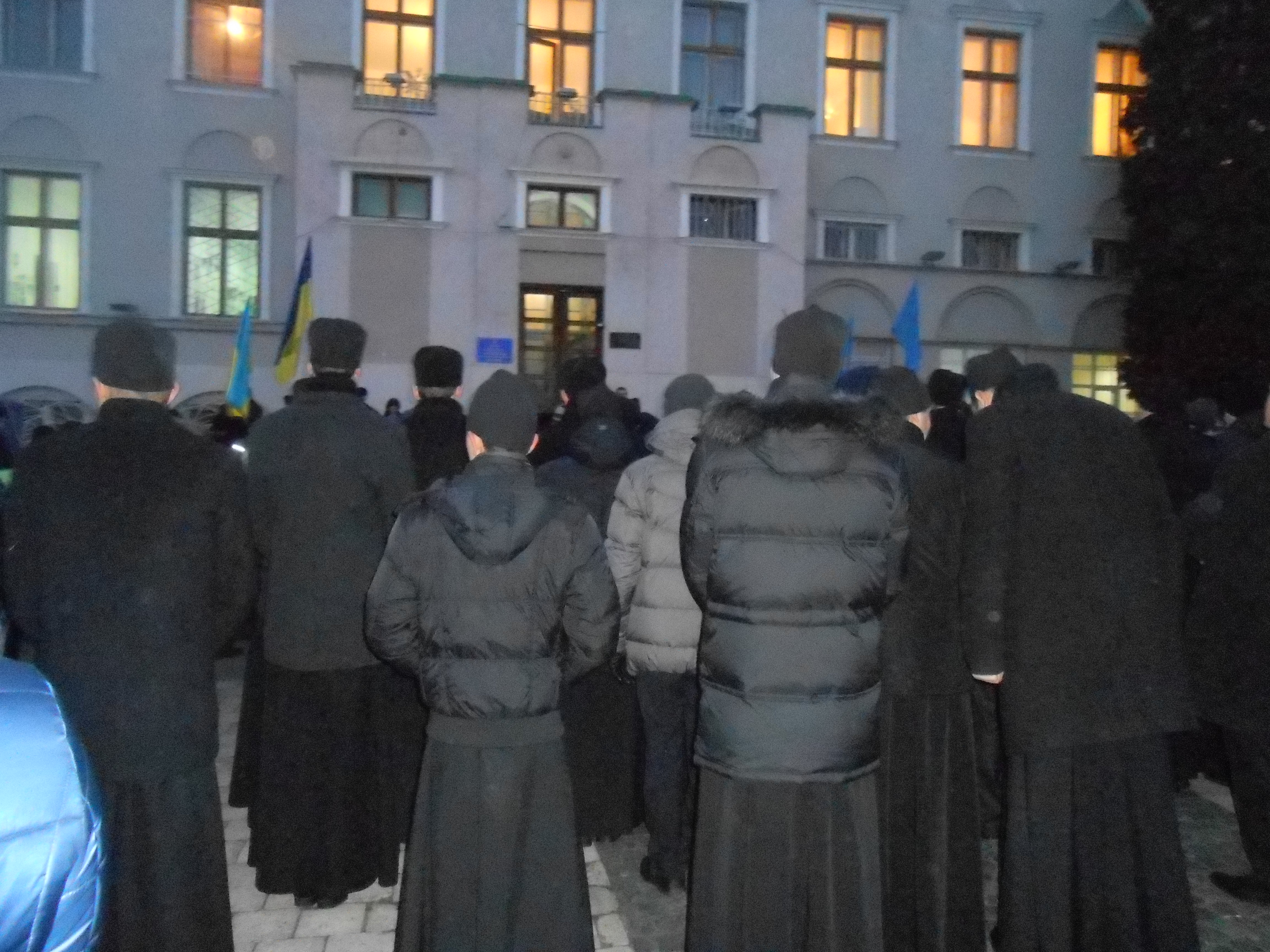
Семінаристи Дрогобицької духовної семінарії блаженних священномучеників Северина, Віталія та Якима УГКЦ на мітингу 27 листопада 2013 року в Дрогобичі на підтримку Євромайдану.

Наприкінці 80-х років 20 століття в СРСР Українська Греко-Католицька Церква розпочала відновлювати свою легальну діяльність. Для церковної ієрархії було очевидним, що тієї кількості священиків, яка служила підпільно, буде однозначно замало для праці в нових умовах. Тому в різних приватних помешканнях почали проводитись курси з підготовки богословів. Одними з тих, хто займався організацією таких курсів і проводив на них навчання, були отці Михайло (Волошин) та Микола (Куць), до яких згодом приєднався отець Мирон (Бендик).
Одночасно з процесом легалізації УГКЦ зростала й кількість слухачів вищезгаданих курсів. Виникла необхідність у більшому приміщенні для занять. 1 грудня 1989 року собор Пресвятої Трійці в Дрогобичі став частиною Греко-Католицької Церкви. Виникла можливість звільнити декілька кімнат при храмі, куди й були переведені богословські курси, що до того проводились в Самборі. Навчання, яке благословив владика Юліан (Вороновський), проводилось в вечірній час.
Згодом семінарія отримала нових викладачів, а число слухачів збільшилось до 150 чоловік. Виникла необхідність в її реорганізації. Коли розпочала стаціонарно свою діяльність духовна семінарія у Львові, то більшу частину студентів (близько 120 осіб) було переведено до неї, а з 35-и, що, як правило, мали вищу освіту і залишились, у Дрогобичі сформували пришвидшену групу й перевели на денну форму навчання. Приїжджих поселили в готелі «Червоне Прикарпаття». Харчувалися вони в міській їдальні, заняття відбувались при соборі Пресвятої Трійці, в нього ж брати приходили на богослужіння.
Через деякий час Церква винайняла для проведення навчання приміщення колишнього аптечного складу навпроти храму. Діяла пришвидшена група в 1990–1992 роках, в цей же час її студенти отримували свячення. Серед випускників цієї групи було двоє владик Української Греко-Католицької Церкви: Богдан (Дзюрах) та Венедикт (Алексійчук).
З 1992 року семінарія не діяла, хоча при храмі Пресвятої Трійці ще з 1990 року працювали катехитичні курси для майбутніх вчителів-катехитів та всіх охочих глибше зрозуміти Біблію й вчення Церкви. В тому ж році Синод владик УГКЦ постановив утворити Самбірсько-Дрогобицьку єпархію УГКЦ. У 1993 році її адміністратором було іменовано владику Юліана (Вороновського), який 17 квітня 1994 року був інтронізований на правлячого архієрея єпархії. Крім того, в 1991–1994 роках владика був ректором Львівської духовної семінарії Святого Духа.
У 1994 році на базі катехитичних курсів засновано Дрогобицький єпархіально-катехитичний інститут Пресвятої Трійці, першим ректором котрого став отець Мирон (Бендик).

## Історія
У 1996 році при катехитичному інституті було засновано Дрогобицьку духовну семінарію (надалі в тексті ДДС). Офіційне відкриття відбулось 1 вересня, а перший набір склав 12 чоловік. Ректором призначено отця Мирона (Бендика). На перших порах семінарія працювала як богословський факультет при Дрогобицькому єпархіальному інституті.
1998 року Проектний інститут передав Церкві добудови до храму Пресвятої Трійці, які до того часу займав. В будівлі здійснено ремонт й передано в користування семінарії. З того часу старе приміщення (колишній аптечний склад) назвали корпусом святого Андрея, а нове (при храмі) — корпусом святого Йосафата.
У червні 2001 року владика Юліан (Вороновський) освятив наріжний камінь під будівництво нового корпусу семінарії.
2003 року декретом владики Юліана (Вороновського) семінарія стала самостійним закладом імені дрогобицьких священномучеників Северина, Якима та Віталія.
У 2006 році будівництво нового корпусу семінарії завершено. На даний момент брати живуть в ньому, навчання проводиться в колишньому корпусі святого Андрея, а в корпусі святого Йосафата розміщується єпархіальне управління Самбірсько-Дрогобицької єпархії УГКЦ.
У 2011 році навчальний заклад відсвяткував 15-річчя своєї офіційної діяльності, а фактично, якщо рахувати з часу переведення курсів з Самбора, минуло вже більше двох десятиліть. За цей період Дрогобицька духовна семінарія блаженних священномучеників Северина, Віталія та Якима зробила свій внесок в історію Дрогобича, Української греко-католицької церкви та України в цілому.

## Навчальний процес
З самого початку навчання у семінарії тривало п'ять років. Заняття відбувались шість днів на тиждень.
Упродовж 2002–2005 років програма була поступово переведена на шестирічний термін, при цьому академічний тиждень скоротився до п'яти днів.
Навчання в закладі тісно пов'язане з молитвою та працею. Семінаристи мали ділянку землі за містом, на якій проводили сільськогосподарські роботи, брали активну участь у всіх ремонтних заходах свого закладу, та й на даний момент допомагають, зокрема, в облаштуванні території, прилеглої до храму Успення Пресвятої Богородиці по вулиці Володимира Великого в Дрогобичі, з яким семінарію пов'язують давні зв'язки. Наприклад, в липні 2003 року проректором та економом ДДС призначено отця Григорія (Комара), який з грудня 2006 є також сотрудником парафії Успення Пресвятої Богородиці, а 7 квітня 2012 року, в свято Благовіщення Пресвятої Богородиці ієрейські свячення в церкві з рук правлячого архірея преосвященного владики Ярослава (Приріза), єпископа Самбірсько-Дрогобицького, отримав колишній семінарист, а тепер префект з навчання Дрогобицької духовної семінарії блаженних священномучеників Северина, Віталія та Якима УГКЦ, доктор богослов'я Роман (Андрійовський), для якого ця парафія є рідною.
Свого часу в Дрогобицькій семінарії навчались також вихідці з Білорусі, Казахстану, Росії та Молдови. Деяким з них дипломні роботи було дозволено писати російською мовою.
Звичайний щоденний розклад наступний:
- 6. 00 — підйом;
- 6. 30 — І час та Божественна Літургія;
- 8. 00 — сніданок;
- 8. 30-13. 50 — заняття, між першою та другою парою служиться ІІІ час;
- 14. 00 — обід, після якого VI час;
- 14. 45-16. 00 — вихід у місто;
- 16. 00-19. 00 — самопідготовка;
- 19. 00 — ІХ час та Вечірня;
- 19. 50 — вечеря;
- 21. 00 — вечірні молитви;
- 22. 00 — сон.

По суботах, неділях та в святкові дні розклад є дещо змінений.
При бажанні студенти мають нагоду факультативно вивчати іноземні мови, а ті, хто має здібності до образотворчого мистецтва, можуть займатися в іконописній школі.
При закладі діють ще мала семінарія, в якій здобувають знання особи віком від 12 до 15 років та підготовчі курси, вік слухачів на яких від 16 років і старші, які бажають вступити в ДДС. Навчання відбувається в вечірній час. На цих курсах заняття проводять як самі брати, так і викладачі навчального закладу.
Після закінчення семінарії охочі мають змогу продовжити своє навчання в інших закладах. Наприклад, префект з навчання ДДС Роман (Андрійовський) після випуску поступив в Папський східний інститут в Римі (Італія).

## Служіння Церкві

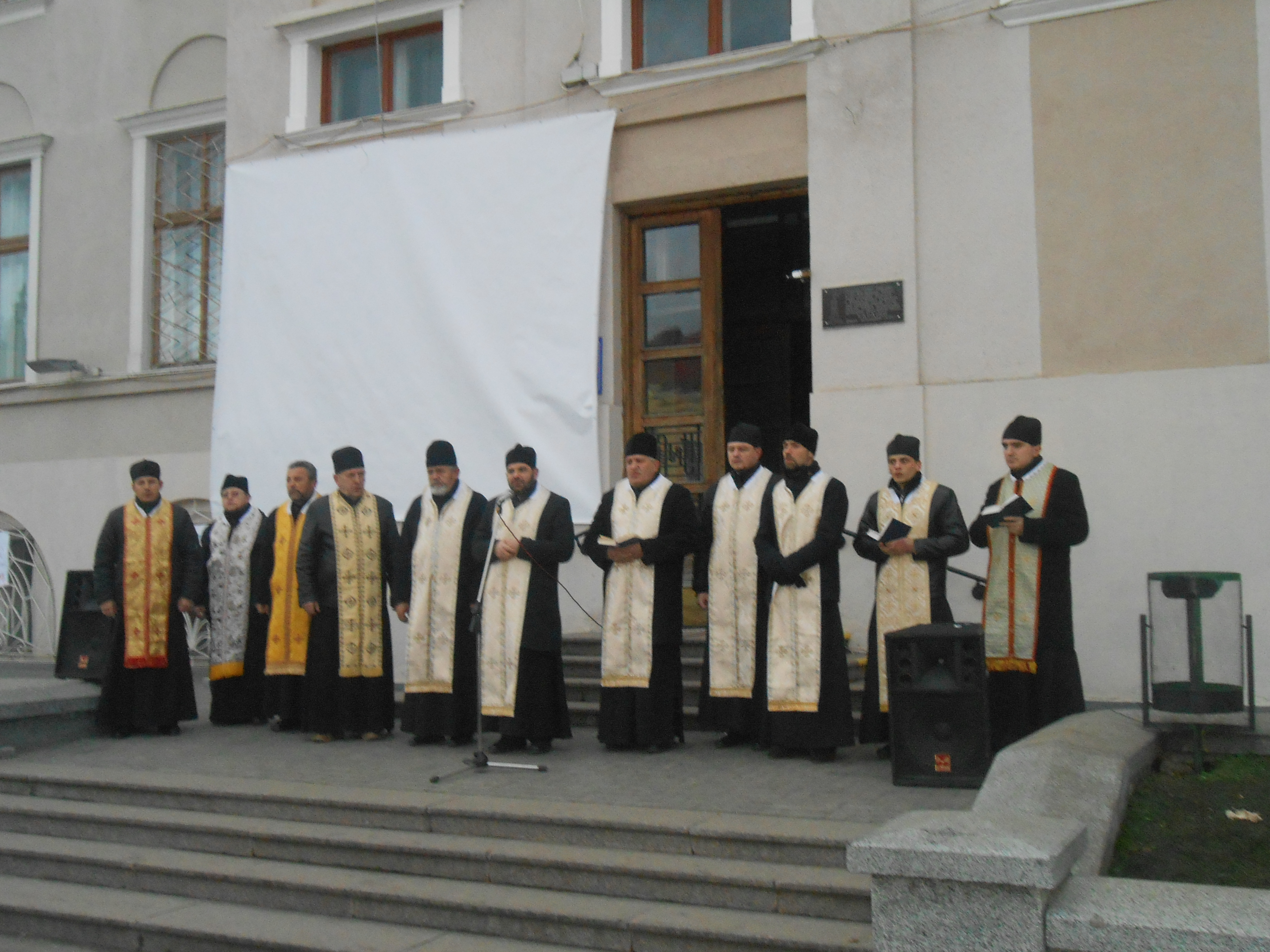
Молебень за Україну 30 листопада 2013 року священиків УГКЦ в Дрогобичі перед Дрогобицькою ратушею на міському віче, яке засудило силовий розгін Євромайдану в Києві. В центрі — проректор семінарії отець Григорій (Комар)

Дрогобицька духовна семінарія відома активною місіонерською діяльністю. Під час зимових, пасхальних і літніх канікул її вихованці виїжджають у Центральну, Південну та Східну Україну; Росію, Казахстан, де допомагають місцевим греко-католицьким громадам. Деякі випускники навчального закладу поїхали туди служити вже як священики.
У Дрогобичі та прилеглих населених пунктах студенти регулярно відвідують сиротинці, інтернати, будинки для людей похилого віку, дитячі санаторії та реабілітаційний центр «Назарет» для алко- й наркозалежних, співпрацюють з товариствами «Віра і світло», єпархіальною Комісією у справах молоді.
Багато викладачів ДДС є одночасно членами дрогобицької філії Українського богословського наукового товариства (УБНТ), до якого входять також священики з-поза меж навчального закладу. Регулярно раз на місяць в семінарії відбуваються засідання УБНТ, на яких виголошуються наукові доповіді, а слухачами їх виступає велика кількість братів. Деякі засідання філія проводить спільно з місцевим культурологічним товариством «Бойківщина», з котрим співпрацює.
Більшість студентів є членами молитовного братства «Введення в храм Пресвятої Богородиці», урочистий прийом в яке нових членів відбувається щороку 4 грудня на однойменне свято.

## Дозвілля
Традицією для братів є проведення цікавих зустрічей з відомими особами з-поза семінарії: як релігійними, так і світськими. Так, наприклад, 9 березня 2010 року в актовому залі навчального закладу відбулася зустріч з Мирославом Мариновичем, який в рамках чергового засідання УБНТ виступив з доповіддю на актуальну тему «Схід і Захід України: антагонізм чи шанс для нового синтезу національної ідеї». У 2000 році мав місце навіть своєрідний диспут між викладачами семінарії та професором Дрогобицького державного педагогічного університету, з студентами якого семінаристи також організовують зустрічі як на факультетах, так і в гуртожитках ДДПУ. Відвідують заклад представники інших релігійних конфесій та народностей.
Раніше деякі брати займались активною творчою діяльністю разом з часописом «З любов'ю у світ», який видає Комісія у справах молоді, тепер семінарія видає власний часопис «Слово». Крім того, студенти співпрацюють з іншими засобами масової інформації Дрогобича, зокрема, беруть участь у передачах на Дрогобицькому радіо «Франкова земля».
Відбуваються культурні заходи і в самій семінарії. Так, зокрема, 26 квітня 2010 року першокурсники провели інтелектуально-розважальну гру «Що? Де? Коли?». Традиційно відзначають свято Миколая, під час якого в жартівливій формі висвітлюють внутрішнє життя закладу, та День матері. У 2002 році декілька братів брали участь в документальному фільмі про дрогобицьких священномучеників Северина, Віталія та Якима, імена яких носить семінарія.
Діє хор «Оранта», учасники якого, наприклад, разом з співаком Тарасом Курчиком і молодіжним хором «Відлуння» храму Пресвятої Трійці, вперше виконали пісню «Нам Україну благослови», яка стала гімном візиту в Україну Папи Римського блаженного Івана Павла ІІ у 2001 році, та музичний гурт «Quo vadis». Серед концертів та академій, які проводяться як в стінах закладу, так і за його межами, є на тільки релігійні чи суто відпочинкові, але й пов'язані з національним життям та на патріотичну тематику.
Дехто з братів брав участь у таборах Української Скаутської організації «Пласт».
Знаходять час семінаристи й на заняття спортом. Наприклад, 4 жовтня 2011 року в селищі Рудне відбувся дружній футбольний матч між командами Дрогобицької та Львівської духовних семінарій.

## Викладачі
За час роботи навчального закладу його викладачами ставали багато видатних особистостей УГКЦ.
Розпочинали навчання ще на курсах отці Михайло (Волошин), Микола (Куць) та Мирон (Бендик).
Після офіційного відкриття в 1996 році викладацький колектив значно зріс, а до його складу входив, наприклад, перший префект отець Василь (Поточняк), який ще й проводив заняття в Дрогобицькій гімназії.
З липня 2003 року проректором та економом семінарії став отець Григорій (Комар), якого 5 березня 2012 року владика Ярослав (Приріз) іменував протосинкелом Самбірсько-Дрогобицької єпархії.

## Випускники
Випускники семінарії проводять свою душпастирську діяльність як на території Самбірсько-Дрогобицької єпархії, так і за її межами: в Україні (Донецько-Харківський екзархат, Київська архиєпархія, Львівська архиєпархія, Одесько-Кримський екзархат) і на поселеннях (Казахстан, Росія, Сполучені Штати Америки). На середину липня 2018 року кількість випускників навчального закладу (тільки за час офіційної роботи від 1 вересня 1996 року), які отримали дияконське та ієрейське свячення, становить 139 осіб.